# Cimetière des sans nom (Vienne)
Pour l’article homonyme, voir Cimetière des sans nom (Berlin-Grunewald).
 (mai 2021).
La mise en forme du texte ne suit pas les recommandations de Wikipédia : il faut le « wikifier ».
Les points d'amélioration suivants sont les cas les plus fréquents. Le détail des points à revoir est peut-être précisé sur la page de discussion.
- Les titres sont pré-formatés par le logiciel. Ils ne sont ni en capitales, ni en gras.
- Le texte ne doit pas être écrit en capitales (les noms de famille non plus), ni en gras, ni en italique, ni en « petit »…
- Le gras n'est utilisé que pour surligner le titre de l'article dans l'introduction, une seule fois.
- L'italique est rarement utilisé : mots en langue étrangère, titres d'œuvres, noms de bateaux, etc.
- Les citations ne sont pas en italique mais en corps de texte normal. Elles sont entourées par des guillemets français : « et ».
- Les listes à puces sont à éviter, des paragraphes rédigés étant largement préférés. Les tableaux sont à réserver à la présentation de données structurées (résultats, etc.).
- Les appels de note de bas de page (petits chiffres en exposant, introduits par l'outil «  Source ») sont à placer entre la fin de phrase et le point final[comme ça].
- Les liens internes (vers d'autres articles de Wikipédia) sont à choisir avec parcimonie. Créez des liens vers des articles approfondissant le sujet. Les termes génériques sans rapport avec le sujet sont à éviter, ainsi que les répétitions de liens vers un même terme.
- Les liens externes sont à placer uniquement dans une section « Liens externes », à la fin de l'article. Ces liens sont à choisir avec parcimonie suivant les règles définies. Si un lien sert de source à l'article, son insertion dans le texte est à faire par les notes de bas de page.
- La présentation des références doit suivre les conventions bibliographiques. Il est recommandé d'utiliser les modèles {{Ouvrage}}, {{Chapitre}}, {{Article}}, {{Lien web}} et/ou {{Bibliographie}}. Le mode d'édition visuel peut mettre en forme automatiquement les références.
- Insérer une infobox (cadre d'informations à droite) n'est pas obligatoire pour parachever la mise en page.

Pour une aide détaillée, merci de consulter Aide:Wikification.
Si vous pensez que ces points ont été résolus, vous pouvez retirer ce bandeau et améliorer la mise en forme d'un autre article.

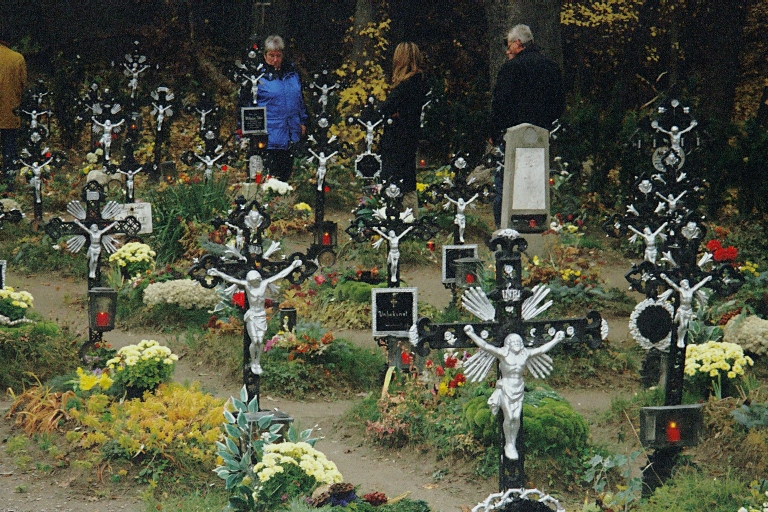
Le Cimetière des sans nom.

Le Cimetière des sans nom (en allemand Friedhof der Namenlosen) est un cimetière de Simmering, le onzième arrondissement de Vienne. Il se trouve sur le territoire de l'ancienne commune d'Albern, à proximité du port d'Albern. Il s'agit plus exactement de deux cimetières dont seulement un est aujourd'hui reconnu comme le Cimetière des sans nom.

## Premier Cimetière des sans nom, de 1840 à 1900

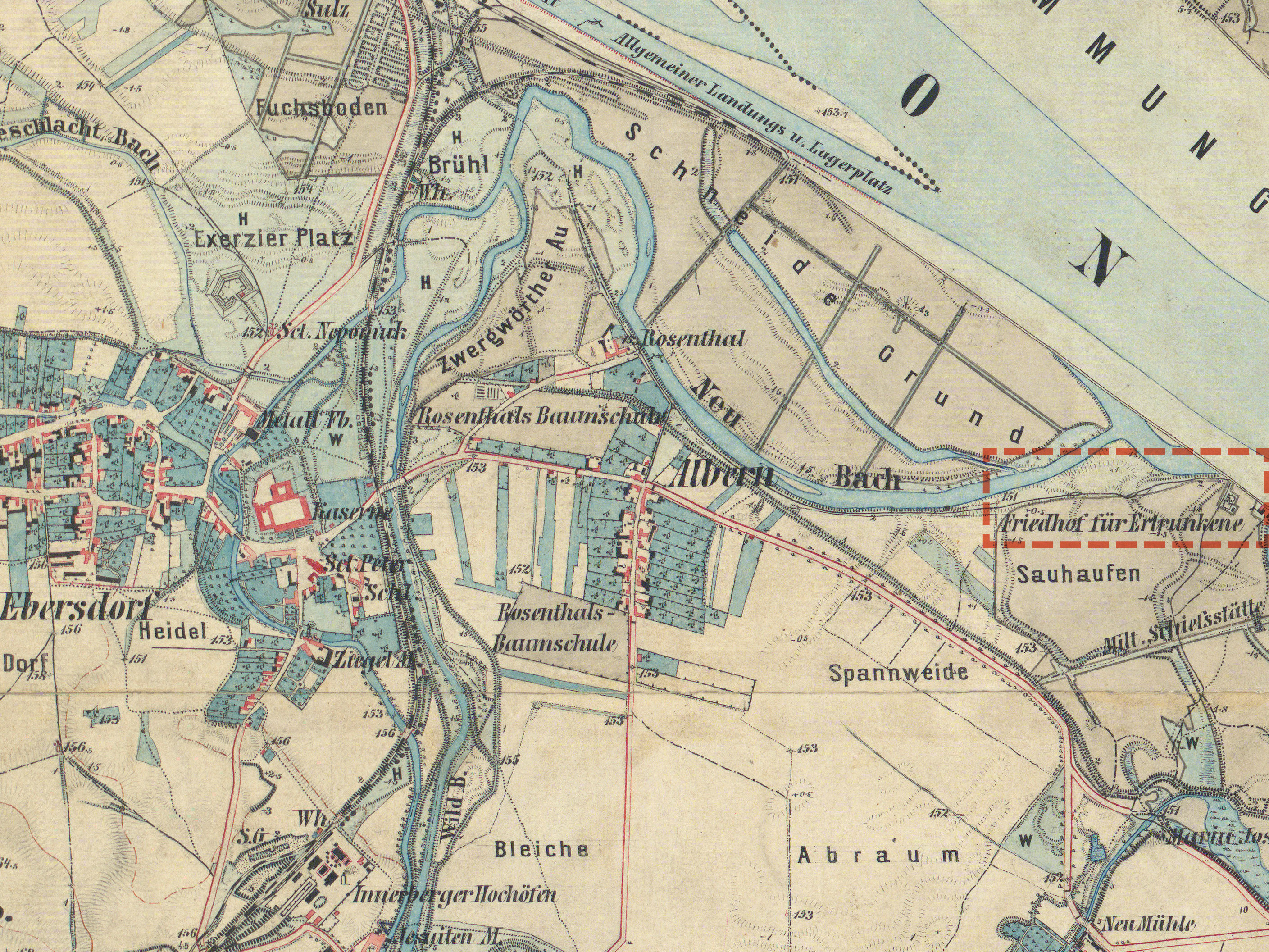
Carte de 1873 où figure le Cimetière des noyés (Friedhof für Ertrunkene).

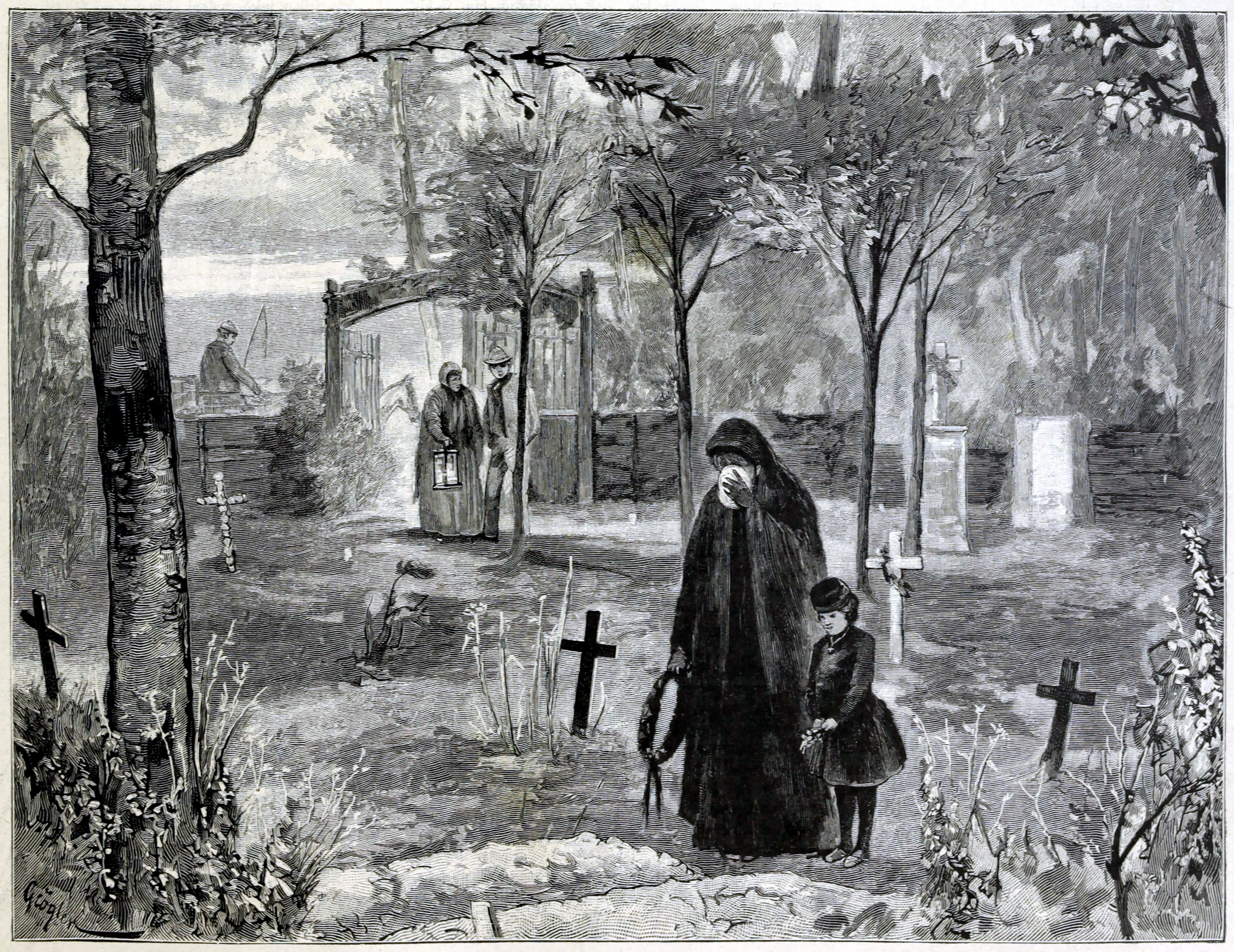
Friedhof der Namenlosen, Zeichnung nach der Natur de Wilhelm Grögler (1839–1897) à l'occasion du Jour des Morts 1886.

En 1840 est enterré en ce lieu le cadavre d'un noyé retrouvé dans le Danube. Un courant aquatique ramène, en effet, les déchets fluviaux et les corps sur les berges d'Albern. Un enterrement en règle étant refusé (la plupart des noyés s'étant suicidés), les corps, dont l'identification est impossible, sont inhumés sans cérémonie. Ainsi se développe le premier cimetière, bien que régulièrement inondé, comptant jusqu'à 200 tombes en 1893.
Cette partie du cimetière est détruite en 2012-2013 dans le cadre de travaux d'agrandissement et de protection anti-crue du port d'Albern.
Dans le cadre de l'extension de la zone portuaire et de la protection contre les inondations, cette partie du cimetière a été défrichée et nivelée à l'hiver 2012-2013. Dans le cadre des travaux, l'archéologie de la ville viennoise a récupéré tous les restes d'anciennes sépultures. La croix commémorative, qui marquait autrefois l'emplacement de l'ancien cimetière, a également été enlevée et est destinée à rappeler l'ancien cimetière dans un nouvel emplacement.

## Second Cimetière des sans nom depuis 1900
En 1900, l'arrondissement de Simmering organise la construction d'un second cimetière, encore accessible dans les années 2020.
À la fin de la Première Guerre mondiale, le cimetière est profané par la population en quête de bois de chauffage.
En 1935 sont construits un mur d'enceinte en pierre et une chapelle (la Auferstehungskapelle, chapelle de la résurrection) consacrée par Theodor Innitzer. En 1939, l'aménagement du port d'Albern modifie les courants du Danube qui ne mènent désormais plus les cadavres jusqu'à Albern. De plus, Albern intégrant la municipalité de Vienne, les noyés postérieurs à 1940 sont inhumés au Cimetière central de Vienne, laissant vide une partie du Cimetière des sans nom. Au total, 104 noyés sont enterrés dans le cimetière, dont 43 identifiés, les autres ayant sur leur tombe une croix indiquant unbekannt (« inconnu »).
La société portuaire a vainement tenté d'utiliser cette zone pour l'expansion du port, mais abandonne finalement le projet. Au contraire même, c'est aux frais de la Wiener Hafen GmbH (SARL du port de Vienne) qu'est restaurée la chapelle en 1987.
Chaque année, le premier dimanche suivant la Toussaint, l'association des pêcheurs d'Albern organise un service commémoratif lors duquel un radeau décoré de fleurs et de bougies est lancé sur le fleuve. L'embarcation porte une pierre tombale avec l'épitaphe Den Opfern der Donau (« Aux victimes du Danube ») ainsi que l'instruction, en allemand, en tchèque et en hongrois, de redonner de l'élan au radeau s'il est coincé sur une berge.
L'aménagement du Danube empêchant les corps de dériver vers Albern, aucun cadavre n'y a été retrouvé depuis 2004.

## Culture
Sans doute sous l'impulsion du film américain Before Sunrise, le cimetière fait aujourd'hui figure de lieu touristique insolite. On peut aussi le retrouver aussi dans un certain nombre de romans, de films et de documentaires autrichiens.
En outre, le groupe autrichien L'Âme Immortelle consacre sa chanson Namenslos (sans nom) au cimetière dans son album éponyme.

## Photos du cimetière des sans nom

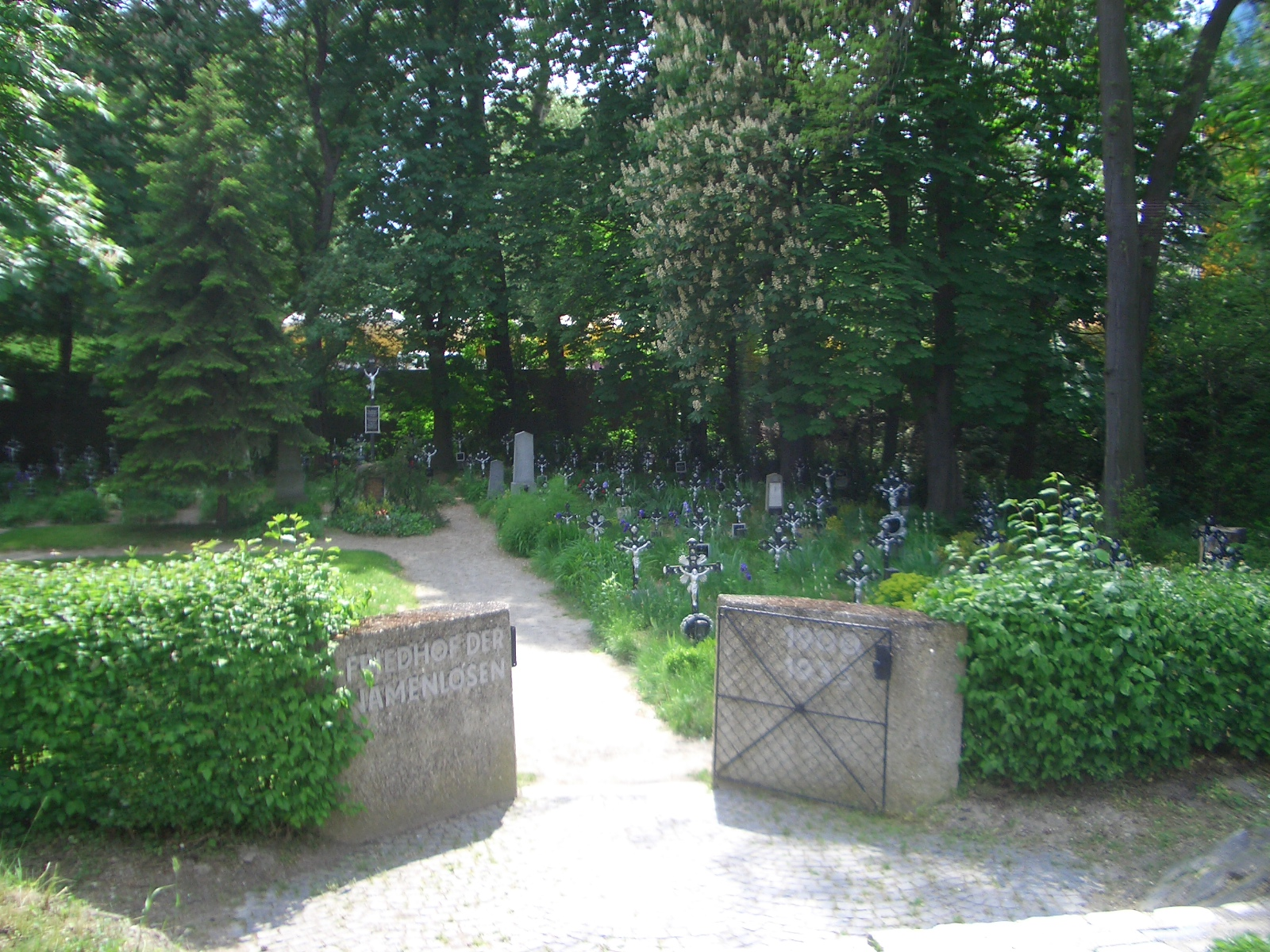
Entrée du cimetière
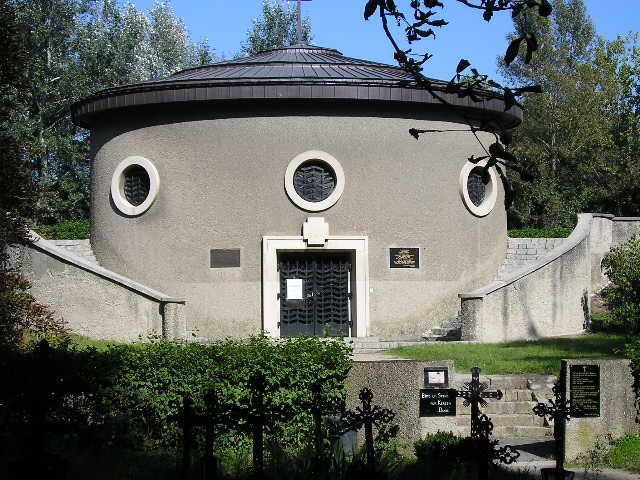
Chapelle intégrée à la digue
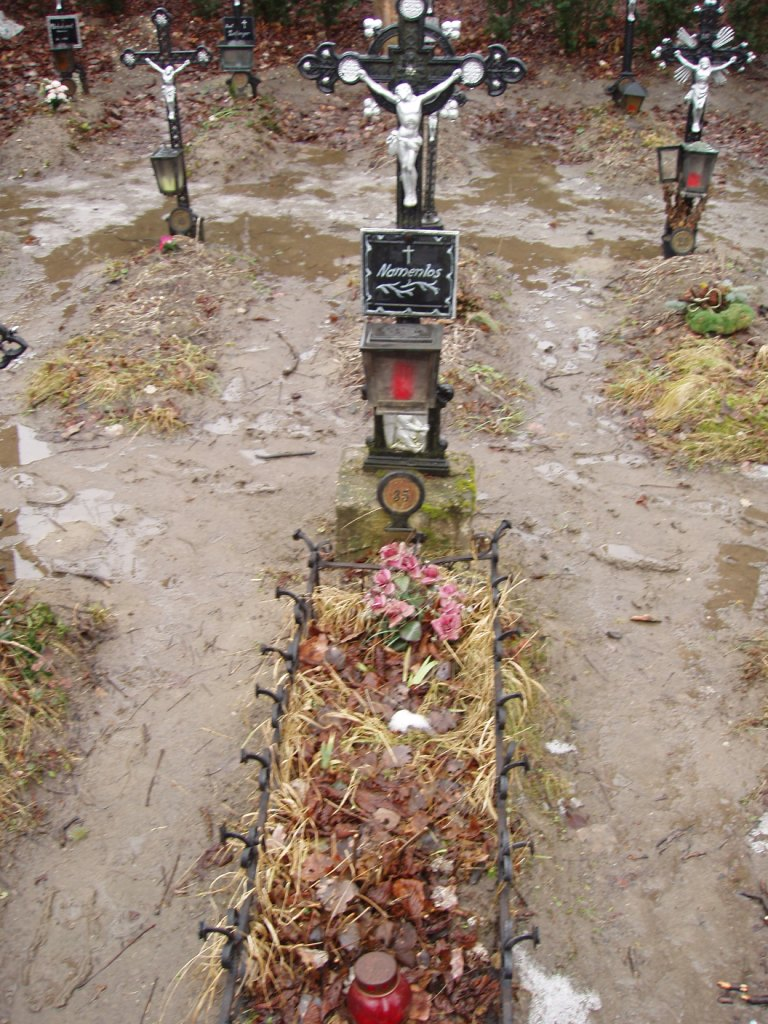
Tombe d'un sans nom
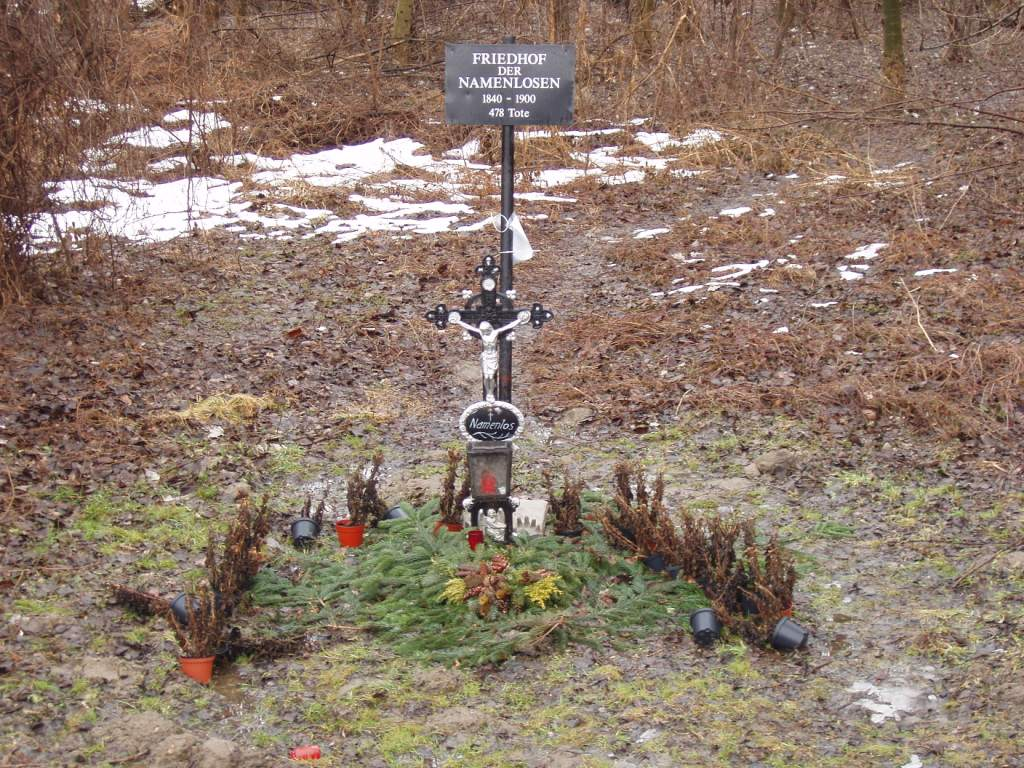
Vieux cimetière (abandonné)

## Liens Internet (germanophones)
- Friedhof der Namenlosen auf wien.gv.at (Geschichte & Kultur in Simmering)
- Private Website über den Friedhof
- Der Friedhof der Namenlosen suf.at
- Informationen über den Friedhof auf unbekannteswien.at
- Informationen und Fotos über die Rodung des alten Friedhofs auf photog.at
- Informationen und Fotos über die Rodung des alten Friedhofs auf flickr